# Orleanesia cuneipetala
Orleanesia cuneipetala là một loài thực vật có hoa trong họ Lan. Loài này được Pabst mô tả khoa học đầu tiên năm 1955.